# نیو کریک (ویرجینیای غربی)
نیو کریک (به انگلیسی: New Creek) یک منطقهٔ مسکونی در ایالات متحده آمریکا است که در شهرستان مینرال، ویرجینیای غربی واقع شده‌است.